# Argulus floridensis
Argulus floridensis är en kräftdjursart som beskrevs av Meehean 1940. Argulus floridensis ingår i släktet Argulus och familjen karplöss. Inga underarter finns listade i Catalogue of Life.